# Joseph Ritner
Joseph Ritner, född 25 mars 1780 i Berks County i Pennsylvania, död 16 oktober 1869 i Cumberland County i Pennsylvania, var en amerikansk politiker. Han var Pennsylvanias guvernör 1835–1839. 
Ritner tjänstgjorde i 1812 års krig. Han var aktiv i antifrimurarrörelsen och efter två förluster som guvernörskandidat vann han valet 1835 som kandidat för Anti-Masonic Party.
Ritner efterträdde 1835 George Wolf som Pennsylvanias guvernör och efterträddes 1839 av David R. Porter.
Abolitionisten och poeten John Greenleaf Whittier skrev år 1837 hyllningsdikten "Ritner" för att Pennsylvanias guvernör tog ställning emot slaveriet.